# François Rostain
Pour les articles homonymes, voir Rostain.
François Rostain est un acteur français.

## Biographie
Comédien, maître d’armes diplômé d’État, chorégraphe de combats, il enseigne l’escrime et le combat de spectacle au Conservatoire national supérieur d'art dramatique depuis 1987. Depuis 1986 il chorégraphie les combats à la Comédie-Française, avec les metteurs en scène les plus prestigieux. L'Opéra a fait également appel à ses services, en particulier le Châtelet, l'Opéra Comique et San Francisco Opera.

## Filmographie

### Cinéma
- 1978 : L'Horoscope :
- 1982 : Le père Noël est une ordure :
- 1982 : Tête à claques :
- 1983 : Tout le monde peut se tromper : serveur
- 1985 : Le téléphone sonne toujours deux fois :
- 1987 : Si le soleil ne revenait pas :
- 2011 : Minuit à Paris : Edgar Degas
- 2011 : Un été brûlant : le réalisateur.
- 2021 : Madeleine Collins : Francis

### Télévision
- 1977 : L'Affaire Miller
- 1979 : Une fille seule : Oscar
- 1979 : Médecins de nuit de Nicolas Ribowski, épisode : Le livre rouge (série télévisée) : l'homme bois
- 1980 : Les Visiteurs
- 1980 : Changements de décors : Vincent (segment "La veuve de l'Estaque")
- 1985 : La Mule de corbillard : Jérôme
- 1986 : Léon Blum à l'échelle humaine
- 1987 : French in Action : vendeur
- 1989 : Liberté, Libertés : officier garde française
- 1993 : Le Bourgeois gentilhomme : le maître d'armes
- 1995 : L'Affaire Dreyfus : Crémieu Foa
- 1999 : Madame le Proviseur : le vigile
- 2000 : La Caracole : Duval
- 2001 : Avocats et Associés : le juge Umbert
- 2003 : Nestor Burma : patron bistrot banlieue
- 2010 : Contes et nouvelles du XIXe siècle : Rousseau

## Théâtre
- 1984 : L'Opéra de quat'sous de Bertolt Brecht, mise en scène Jean-Louis Martin-Barbaz, Bordeaux, Centre dramatique national du Nord-Pas de Calais
- 1990 : Le Café de Carlo Goldoni, mise en scène Jean-Louis Jacopin, Comédie-Française

## Distinctions
- 2016 : Chevalier de l'ordre des Arts et des Lettres.
- 2012 : Médaille d'honneur de la fédération française d'escrime.